# Billedtale
Billedtale er udtryk for brug af abstrakte billeder som forklaring på mere komplekse forhold. Indenfor poesi forstærker og nuancerer billederne dèt, som udtrykkes. Det drejer sig oftest om værdiladede begreber som "oversættes" ved hjælp af billeder vi kender, så man kan begribe det. "Livet er en gave" kunne være et eksempel, som kan udtrykke en del af livet. Ordet allegori beskriver en af billedtalens andre funktioner, nemlig erstatning. Det kan være svært at forstå hele begrebet, men vi kan forstå noget af det ved sammenligning med andre begreber og symboler vi kender i forvejen.
| Sprog og litteratur | Spire Denne artikel om litteratur er en spire som bør udbygges. Du er velkommen til at hjælpe Wikipedia ved at udvide den. |